# Lagoa Papari
A Lagoa Papari situa-se no município de Nísia Floresta, localizando-se na zona rural deste mesmo município, o qual pertence ao estado brasileiro  do Rio Grande do Norte situado na região Região Nordeste do Brasil.